# Jǫtunheimr

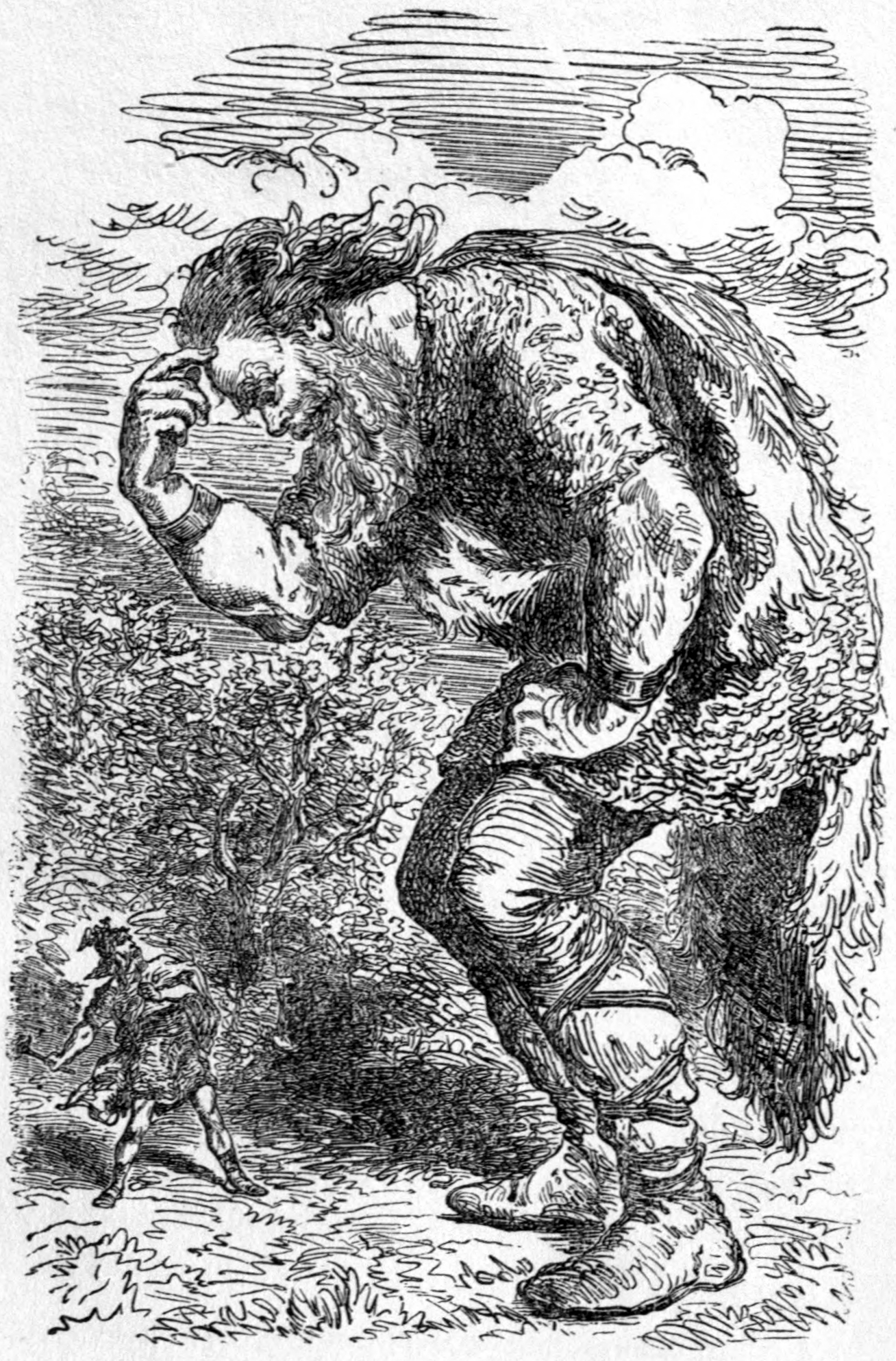
Il gigante Skrymir e Thor di Louis Huard

Nella cosmologia norrena, lo Jotunheim o Jotunheimr (in norreno: Jǫtunheimr "terra dei giganti", islandese: Jötunheimar, norvegese, svedese e danese: Jotunheim) è uno dei nove mondi, dimora dei giganti di ghiaccio e roccia (detti jotnar, al singolare jotun). 
Lo Jotunheim è regnato dal gigante Thrym e Utgard è la sua fortezza, la quale circonda l'intero regno. 
Jotunnheimen è anche il nome di una grande catena montuosa in Norvegia, il cui picco maggiore, Galdhøpiggen (2.469 m), è la montagna più alta in Scandinavia.

## Etimologia
Il norreno Jǫtunheimr è un composto formato da: "jǫtunn" e "heim" ossia "casa, dimora".

## Nel mito
Dal regno di Jotunheim, i giganti minacciavano gli umani e gli dei di Asgard. Il fiume Ifing fungeva da confine tra Asaheim, il regno degli dei, e lo Jotunheim, mentre possenti catene montuose separavano il regno dei giganti da Midgard. 
Gastropnir, il muro di protezione della casa di Menglod, e Thrymheim, la dimora di Thjazi, erano entrambi situati in Jotunheim. Glasisvellir era un'altra località dello Jotunheim, dove viveva il gigante Gudmund, padre di Hofund.

## Territori

### Gastropnir
Gastropnir era il muro di protezione dell'abitazione di Menglod, amante dell'umano Svipdagr.

### Pozzo di Mim
Il Pozzo di Mim, o Fonte di Mim, era situato sotto la seconda radice dell'albero di Yggdrasill, e Mim, lo jotun che lo sorvegliava, custodiva la preziosa fonte di saggezza. Odino, bramoso di ottenere l'illimitata saggezza, attraversò l'intero Jotunheim per raggiungerlo.

### Thrymheim
Thrymheim era la casa dello jotun Thjazi. Leggenda dice che, in un'occasione, Loki fu ingannato proprio da Thjazi per aiutarlo a rapire Idun, dea detentrice delle mele della giovinezza degli dei. L'inganno a Loki ebbe come tragica conseguenza la morte di Thjazi.

### Útgarðar
Utgard è la capitale di Jotunheim e costituiva una fortezza di grande importanza per questa razza mitologica. Utgarda-Loki, conosciuto anche come Skrymir, è il sovrano del luogo. 
Pare che Thor accettò la sfida di confrontarsi con lui, ma cadde vittima di inganni perpetrati dal furbo gigante, il quale successivamente scomparve nel mistero.

### Fiume Vimur
Il fiume Vimur era la sorgente d'acqua in cui la gigantessa Gjalp cercò di annegare Thor.

## Nella cultura di massa
Lo Jotuhnheim è l'ultimo regno esplorabile nel videogioco God of War, e sarà possibile esplorarlo anche nel sequel God of War: Ragnarok.